# Malgorzata Dubiel
Malgorzata Dubiel là nhà giáo dục toán học người Ba Lan, hiện đang là giảng viên cao cấp tại Đại học Simon Fraser ở Vancouver, Canada.

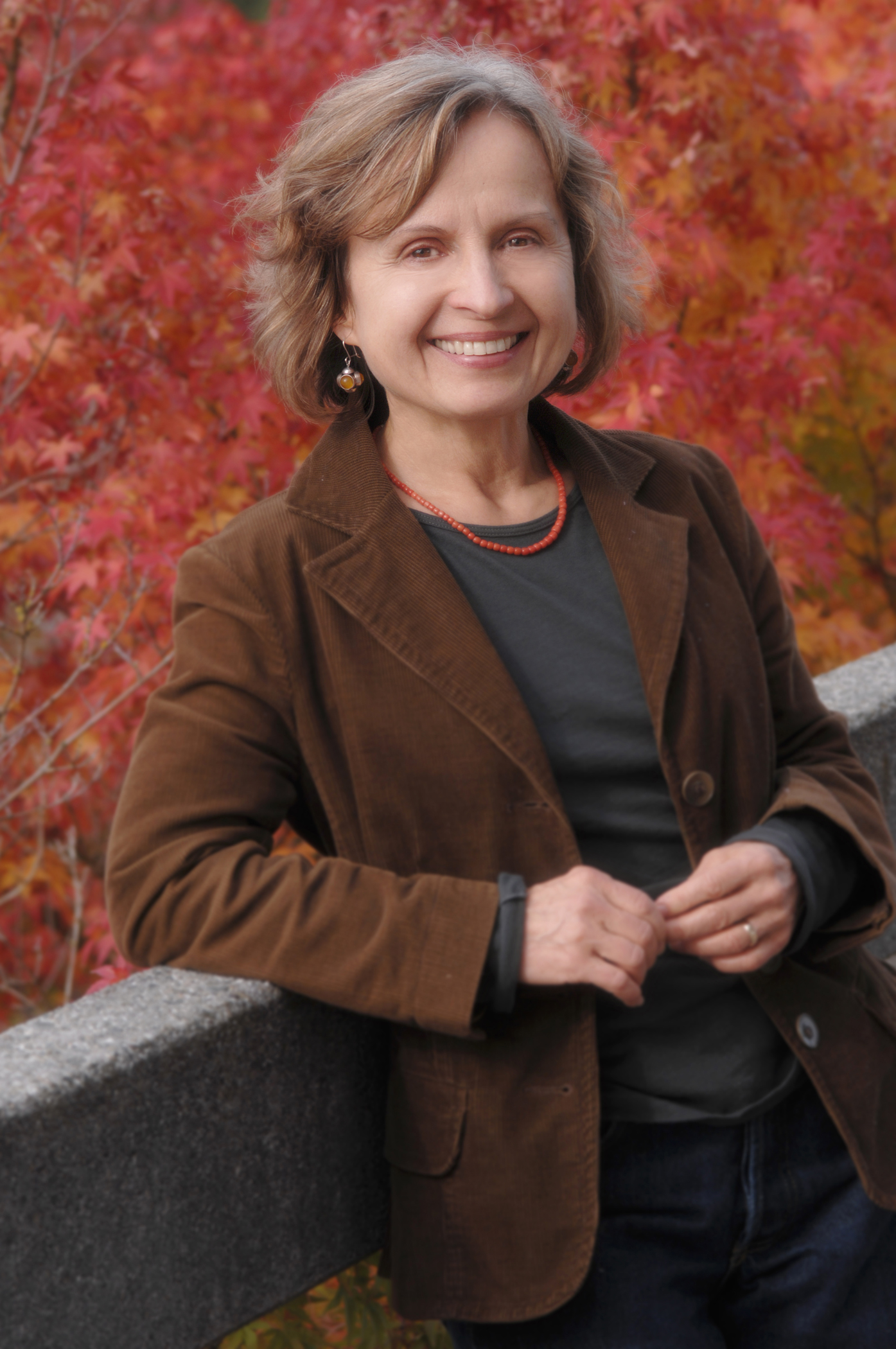
Dubiel năm 2007

## Học vấn và sự nghiệp
Dubiel là con gái của nhà khoa học và kỹ sư tên lửa quân sự người Ba Lan. Tại Đại học Warsazwa, bà học lên bằng Tiến sĩ dưới sự hướng dẫn của nhà khoa học máy tính lý thuyết và nhà lôgic toán Victor W. Marek. Năm 1982, bà chuyển đến Canada.
Tại Simon Fraser, các khóa học của bà bao gồm các lớp học dành cho giáo viên toán tương lai và các lớp học phụ đạo cho học sinh học kém môn toán ở trường trung học. Bà là chủ tịch của Hiệp hội Khoa Đại học Simon Fraser trong hai nhiệm kỳ từ 1994 đến 1996, và một lần nữa từ 2004 đến 2005.

## Nghiên cứu
Dubiel nổi tiếng với những nghiên cứu về sách giáo khoa toán tiểu học và trung học của Canada, và chỉ ra những vấn đề trong những quyển sách giáo khoa này một phần là do sách được viết bởi các chuyên gia giáo dục mà không tham khảo ý kiến của bất kỳ nhà toán học nào. Mặc dù bà coi trọng trí tưởng tượng sáng tạo trong toán học và sử dụng yếu tố đó trong các bài học của riêng mình, bà cho rằng "[sách giáo khoa vẫn] không thể đánh giá cao còn thiếu các kỹ năng toán học cơ bản, thiếu hướng dẫn rõ ràng và thiếu thực hành".
Năm 2009, bà cũng từng là chủ tịch của Nhóm Nghiên cứu Giáo dục Toán học Canada và là đồng chủ tịch của Diễn đàn Giáo dục Toán học Canada. Bà là người sáng lập hội thảo toán học hàng năm dành cho các nữ sinh viên tốt nghiệp ngành toán học và kết nối các nhà toán học nữ khắp Canada.

## Vinh danh
Dubiel nhận Giải thưởng Adrien Pouliot của Hiệp hội Toán học Canada năm 2011 vì những đóng góp của bà cho giáo dục toán học ở Canada. Bà cũng giành được giải thưởng YWCA năm 2011. Năm 2018, Hiệp hội Toán học Canada liệt kê bà vào danh sách nghiên cứu sinh đầu tiên của hội.